# Aorte
Chez les mammifères, l’aorte (du latin tardif aorta, du grec ἀορτή / aortḗ, les deux termes aorte et artère renvoyant au grec ἀείρω / aeírō, « lever, soulever, enlever » et faisant référence initialement aux bronches) est la plus grande et la plus grosse artère systémique de l'organisme. Elle naît du ventricule gauche du cœur et elle s'étend jusqu'à l'abdomen, où elle bifurque en deux artères plus petites (les artères iliaques communes). 
Elle apporte le sang oxygéné à toutes les parties du corps via la circulation systémique.

## Anatomie

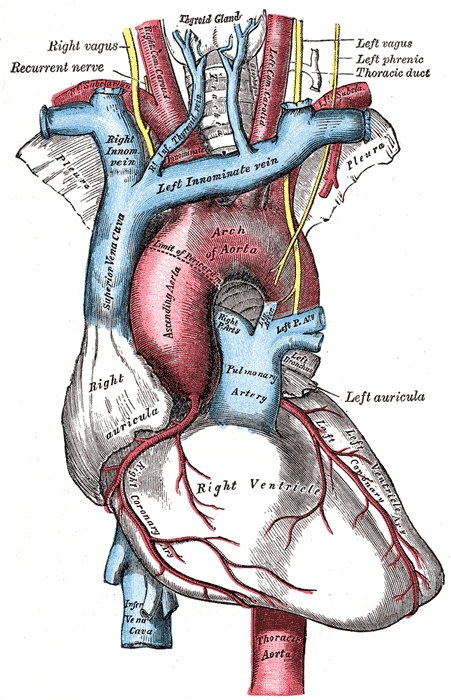
Aorte thoracique, visible en rouge. Le cœur est situé juste en dessous.

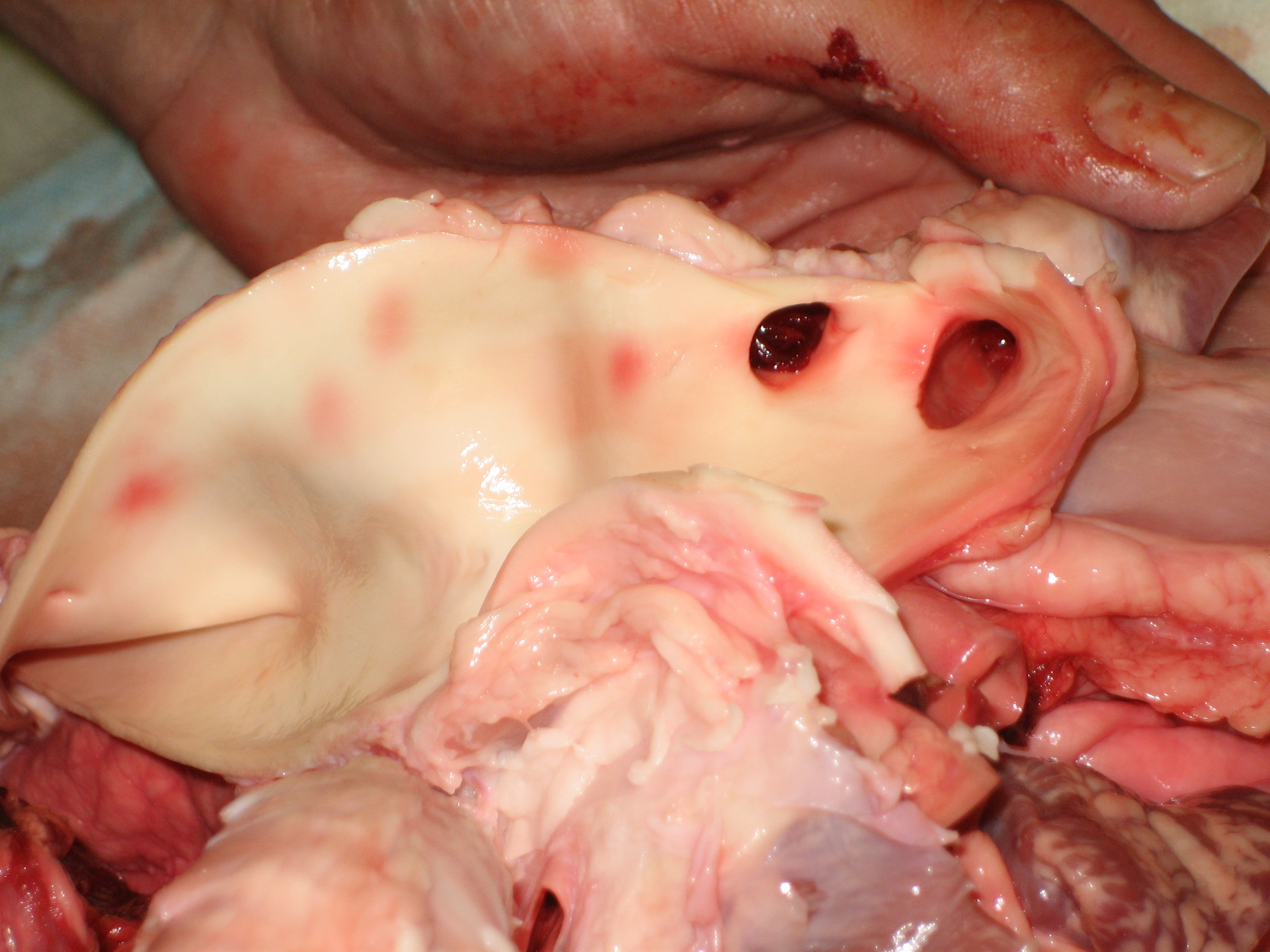
Aorte de porc ouverte montrant aussi quelques artères sortantes.

L'aorte se divise en trois segments : l'aorte ascendante, l'arc de l'aorte et l'aorte descendante.
L'aorte descendante est divisée en deux parties par le diaphragme : l'aorte thoracique au-dessus de celui-ci et l'aorte abdominale en dessous.

### Aorte ascendante
L'aorte ascendante constitue la partie initiale de l'aorte, elle fait 27 mm de diamètre et émerge du ventricule gauche, dont elle est séparée par la valve aortique. Elle se positionne dans une gaîne péricardique commune avec l'artère pulmonaire. Ces deux artères s'enroulent entre elles, de sorte que l'aorte naît dorsalement par rapport à l'artère pulmonaire mais ensuite l'aorte se tord latéro-ventralement pour se retrouver ventrale par rapport à l'artère pulmonaire.
Cette portion fait 6 cm de hauteur, divisés en deux régions :
- le sinus de Valsalva, fortement dilaté, oblique en avant (segment initial proprement dit ou « segment 0 ») ;
- le grand sinus aortique, dilaté, jusqu'à la portion horizontale de l'aorte (« segment 1 »).

Le sinus aortique gauche contient l'origine de l'artère coronaire gauche et le sinus aortique droit donne également lieu à l'artère coronaire droite.
Les branches collatérales sont les deux artères coronaires du cœur, naissant de la base de l'aorte juste au-dessus de la valve aortique.

### Arc de l'aorte
La crosse de l'aorte, ou arc aortique ou aorte horizontale, passe au-dessus de l'artère pulmonaire et de la bronche souche gauche (segment 2) et reste liée à l'artère pulmonaire droite par le ligament artériel de Botal, un vestige du canal artériel. Trois vaisseaux naissent de cette crosse aortique, le tronc artériel brachiocéphalique, l'artère carotide commune gauche, et l'artère subclavière gauche. On peut également apercevoir en arrière le début de l'artère thyroïdea Ima (ou artère thyroïdienne moyenne) entre les origines du tronc artériel brachio-céphalique et de l'artère carotide gauche, située postérieurement à cette crosse, mais elle n'en est pas issue. D'une manière générale, les branches de l'aorte horizontale irriguent la tête le cou et les bras.
Entre l'aorte et l'artère pulmonaire existe un réseau de fibres du système nerveux autonome, le plexus cardiaque ou aortique. Le nerf vague gauche, qui passe ventralement à l'aorte horizontale, dégage une grande branche, le nerf laryngé récurrent gauche, qui forme une boucle sous la crosse de l'aorte juste en dehors du ligament artériel de Botal. Il se dirige ensuite vers le cou.
L'artère vertébrale gauche peut naître de la crosse de l'aorte dans une variante anatomique (elle naît la plupart du  temps de l'artère subclavière gauche).

### Aorte descendante

#### Aorte thoracique
L'aorte descend ensuite dans le tronc (segment3), dans le médiastin, en arrière du cœur et en avant de l'œsophage dans sa partie supérieure, en arrière dans sa partie inférieure. Cette partie est relativement fixée par rapport aux deux autres segments. La jonction entre l'aorte horizontale et descendante est appelée « isthme aortique ». Elle traverse ensuite le diaphragme au niveau du hiatus aortique — qui se situe à hauteur de la 12e vertèbre thoracique (en T12) — et devient l'aorte abdominale (segments 4 et 5).
Il existe plusieurs collatérales :
- l'artère thyroïdienne moyenne (ou médiale, ou artère de Neubauer), qui est inconstante ;
- les artères bronchiques (une droite et deux gauches), vascularisant les pédicules pulmonaires ;
- les artères œsophagiennes moyennes[3], vascularisant l'œsophage thoracique ;
- les artères graisseuses, présentes à la surface du cœur, inconstantes aussi ;
- les artères inter-costales en face postérieure (qui vascularisent muscles, os et moelle).

#### Aorte abdominale

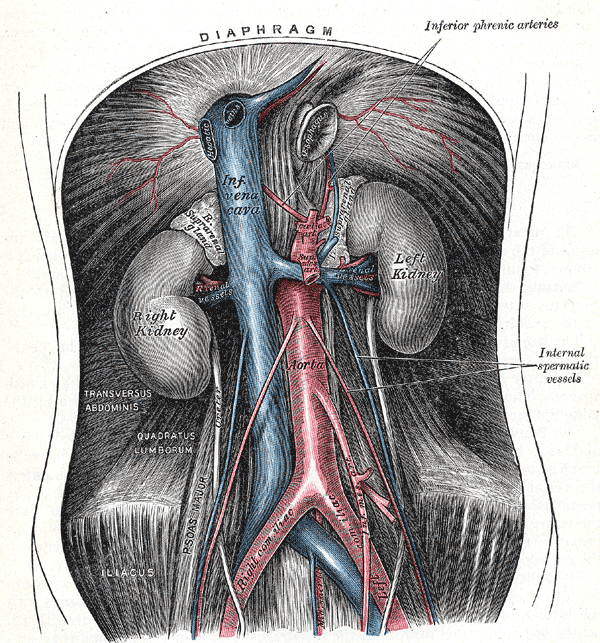
L'aorte abdominale et ses branches.

L'aorte abdominale s'étend du diaphragme jusqu'au niveau du disque intervertébral entre les vertèbres L4 et L5 en deux artères iliaques communes et une artère médiane : l'artère sacrale médiane. Celles-ci irriguent le pelvis et donnent les artères irriguant les membres inférieurs. Durant son trajet dans l'abdomen, l'aorte court à gauche de la veine cave inférieure et en avant de la colonne vertébrale.
La totalité des vaisseaux irriguant les organes abdominaux naissent de l'aorte abdominale. Bien qu'il existe de nombreuses variantes anatomiques reconnues, la topographie vasculaire la plus fréquente est, de haut en bas : le tronc cœliaque, l'artère mésentérique supérieure, les artères rénales (délimitant les segments 4 et 5), les artères gonadiques et l'artère mésentérique inférieure.
À noter qu'une importante dilatation et une perte du parallélisme des parois de cette artère entraîne un anévrisme de l'aorte abdominale.

## Physiologie
L'aorte est une artère élastique capable de se distendre dans une certaine mesure : durant la contraction du ventricule gauche, la systole, l'aorte se distend. Ainsi durant la phase de repos du ventricule gauche, la diastole, l'élasticité de l'aorte permet de maintenir à un certain niveau la tension artérielle grâce à une recontraction passive.

## Aspect clinique

### Exploration
L'échographie, le scanner avec injection, visualisent essentiellement la lumière interne du vaisseau. L'IRM avec injection permet de visualiser (et de mesurer) la lumière interne ainsi que les bords externes (lumière + épaisseur des parois), ce qui peut expliquer une certaine discordance entre les mesures, ne dépassant pas toutefois les 5 mm.

#### Aorte thoracique
- On voit sa silhouette sur une radiographie du thorax (de face).
- L'échographie permet de voir sa partie ascendante et sa partie horizontale. Sa partie descendante n'est habituellement pas accessible.
- L'échographie par voie trans-œsophagienne permet de la visualiser dans sa presque totalité, seule la zone entre l'aorte ascendante et l'aorte horizontale n'est pas accessible.
- L'angiographie (injection d'un produit radio-opaque iodé directement dans l'aorte et utilisation de rayons X) permet de visualiser l'intégralité de l'aorte mais son utilisation est beaucoup plus rare depuis l'avènement de la scanographie et de l'IRM. Ces deux dernières techniques permettent des reconstructions en trois dimensions.
- Le scanner ne perçoit que la silhouette de l'artère. Une injection de produit de contraste par voie veineuse est nécessaire pour bien analyser le vaisseau.
- L'IRM nécessite également l'injection d'un produit de contraste pour bien visualiser l'artère.

#### Aorte abdominale
- La palpation permet de percevoir les battements de l'aorte si l'abdomen n'est pas trop graisseux.
- L'échographie reste l'examen de choix. Elle nécessite que le patient soit à jeun. L'IRM et le scanner sont également utilisés.

### Pathologies
L'aorte peut être le lieu de plusieurs atteintes. Elle peut être dilatée et suivant la localisation on parle d'anévrisme de l'aorte abdominale ou d'anévrisme de l'aorte ascendante.
Elle peut être déchirée dans son épaisseur. On parle alors de dissection aortique, avec sa forme clinique, l'hématome de paroi. La cause principale est l'hypertension artérielle mais aussi certaines maladies plus rares telles que le syndrome de Marfan ou le syndrome d'Ehlers-Danlos type vasculaire qui peuvent donner toutes deux également des anévrismes.
Il peut exister des malformations congénitales à son niveau, la plus fréquente étant la coarctation de l'aorte, responsable d'une hypertension artérielle.
Elle peut être atteinte par de l'athérome, une forme rare étant l'aorte porcelaine consistant en une calcification du vaisseau quasi circonférentielle, ce qui pose des problèmes en cas de nécessité d'un accès chirurgical.
Un traumatisme thoracique important peut mener à un arrachement de l'aorte, le plus souvent au niveau de l'isthme aortique (jonction entre une aorte fixée et une aorte plus mobile).

### Galerie

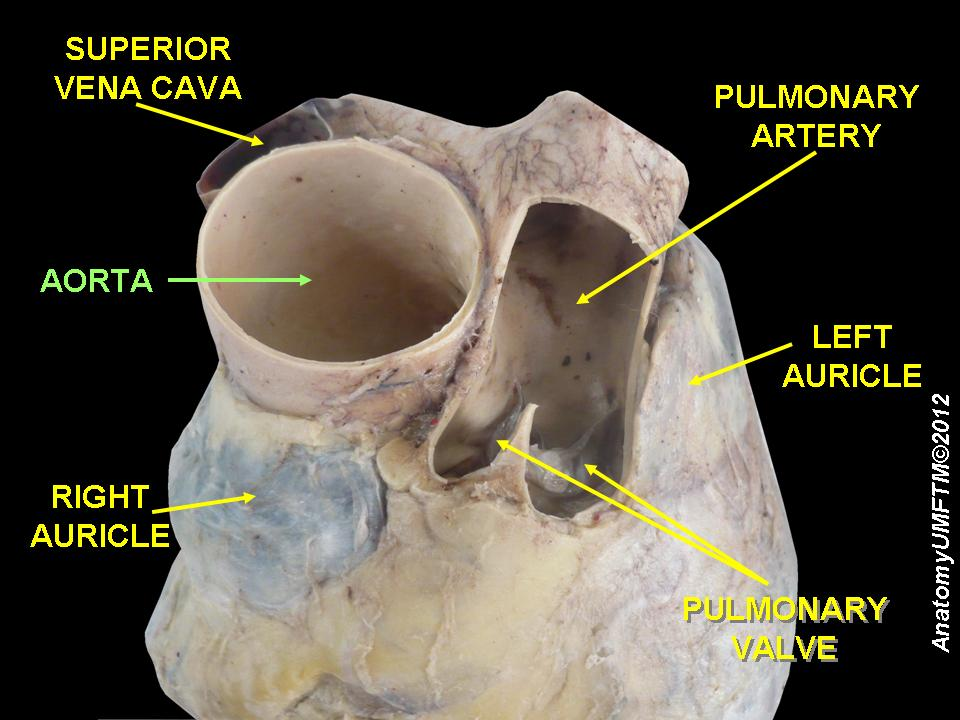
Naissance de l'aorte au niveau du cœur.
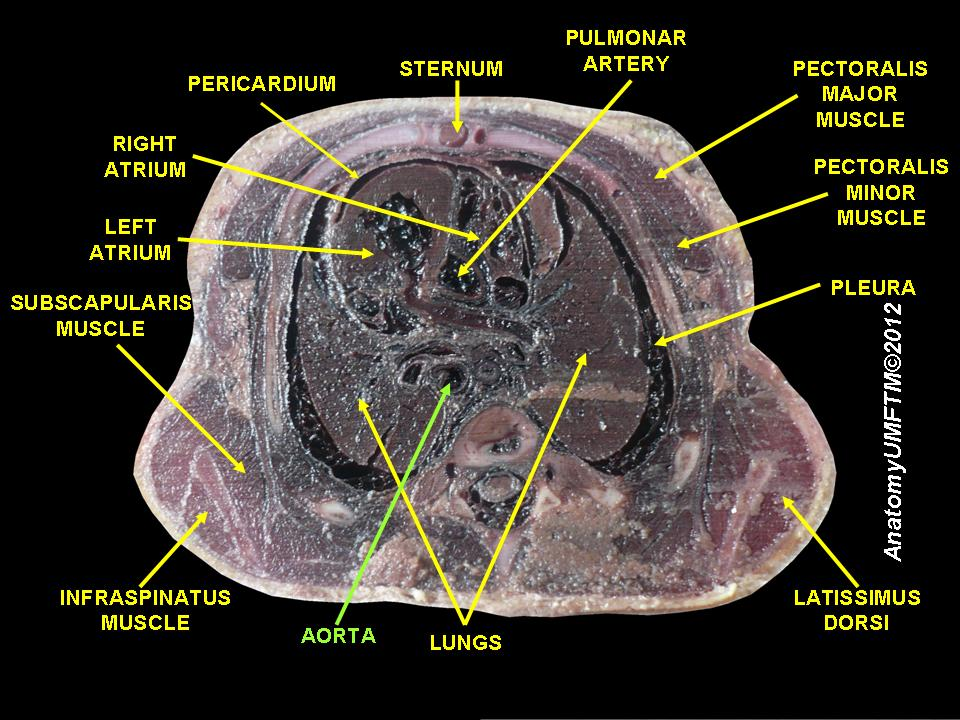
Coupe transversale passant par les racines des poumons.